# Copa do Mundo de Esqui Alpino de 1989
A Copa do Mundo de Esqui Alpino de 1989 foi a 23º edição da Copa do Mundo, ela foi iniciada em dezembro de 1988 na Áustria e finalizada em março de 1989 no Japão.
O luxemburguês Marc Girardelli venceu no masculino, enquanto no feminino a suíça Vreni Schneider foi a campeã geral.